# Tác thể (ngữ pháp)
Trong ngôn ngữ học, tác thể (tiếng Anh: Agent), còn gọi là chủ thể, là vai ngữ nghĩa biểu hiện nguyên nhân hoặc thứ khởi phát ra sự kiện. Tác thể là khái niệm ngữ nghĩa khác biệt với chủ ngữ cũng như chủ đề của câu. Chủ ngữ thì được xác định theo cú pháp, chủ yếu bằng trật tự từ, còn tác thể thì lại được xác định thông qua mối quan hệ của nó đối với hành động được thể hiện bởi động từ. Ví dụ, trong câu "The little girl was bitten by the dog", "girl" là chủ ngữ, nhưng "dog" là tác thể.

## Lý thuyết
Thông thường, tình huống được biểu hiện bằng câu, hành động được biểu hiện bằng động từ trong câu, và tác thể được thể hiện bằng ngữ đoạn danh từ.
Ví dụ, trong câu "Jack kicked the ball", "Jack" là tác thể và "the ball" là bị thể. Trong những ngôn ngữ nhất định, tác thể được 'biến cách' hoặc không thì được đánh dấu để biểu thị vai ngữ pháp của nó. Tiếng Anh hiện đại không đánh dấu vai ngữ pháp 'tác cách' cho danh từ trong câu. Mặc dù có những danh từ nhất định mang đặc điểm tác năng có tính thường trực (danh từ tác thể: runner, kicker, v.v.), thì danh từ tác thể không nhất thiết phải là tác thể của câu: "Jack kicked the runner".
Đối với nhiều người, ý niệm về 'tác năng' thì dễ nắm bắt qua trực giác nhưng lại khó định nghĩa: là các tính chất điển hình mà tác thể hay có gồm việc nó có ý chí, nó có cảm tính hay có nhận thức, nó có gây ra thay đổi trạng thái, hay nó có di chuyển. Nhà ngôn ngữ học David Dowty đã liệt các tính chất này trong định nghĩa của ông về Tác thể Điển mẫu, và đã đề xuất rằng danh ngữ mà có nhiều yếu tố thuộc về Tác thể Điển mẫu nhất và ít yếu tố thuộc về Bị thể Điển mẫu nhất thì có xu hướng được coi là tác thể trong câu. Điều này giải được các vấn đề mà hầu hết nhà ngôn ngữ học gặp phải trong việc quyết định về số lượng và tính chất của các vai ngữ nghĩa. Ví dụ, trong câu His energy surprised everyone, His energy là tác thể mặc dù nó không mang hầu hết các tính chất điển hình của tác thể như nhận thức, di chuyển, hay ý chí. Song, ngay cả giải pháp của Dowty vẫn không đủ để giải thích những động từ biểu đạt mối quan hệ bám với thời gian:
(1) April precedes May.     so với:      (2) May follows April.
Ở đây phải xét từng động từ riêng lẻ thì mới định rõ được đâu là tác thể và đâu là bị thể.
Tác thể hay bị nhầm lẫn với chủ ngữ, tuy vậy hai ý niệm này khá là khác biệt: tác thể thì tường minh dựa trên mối quan hệ của nó với hành động hoặc sự kiện mà được động từ biểu đạt (v.d. "He who kicked the ball"), còn chủ ngữ thì dựa trên 'xưng hiệu hình thức' theo lý thuyết dòng chảy thông tin (v.d. "Jack kicked the ball") nhiều hơn, Trong câu "The boy kicked the ball", "the boy" là tác thể và cũng là chủ ngữ. Tuy nhiên, khi câu đấy được viết lại ở dạng bị động "The ball was kicked by the boy", thì "the ball" là chủ ngữ, nhưng "the boy" vẫn là tác thể. Nhiều câu trong tiếng Anh và các ngôn ngữ Ấn-Âu khác có lấy tác thể làm chủ ngữ.
Kiểu sử dụng của một số ngoại động từ mà có biểu hiện sự kiện có tính tương hỗ thì có thể bao hàm sự hòa lẫn nhau của tác thể và chủ ngữ. Ví dụ trong câu "John met Sylvia", cho dù cả "John" và "Sylvia" đều đáp ứng định nghĩa của Dowty về Tác thể Điển mẫu, thì đồng tác thể "Sylvia" lại được giáng cấp xuống làm "bị thể" bởi vì nó là tân ngữ trực tiếp trong câu.